# 37.ª Brigada Mixta (Ejército Popular de la República)
La 37.ª Brigada Mixta fue una unidad del Ejército Popular de la República que combatió en la Guerra civil española.

## Historial
La unidad fue creada el 31 de diciembre de 1936 en Madrid a partir de la columna mandada por el comandante de Alabarderos Julián Fernández-Cavada Ugarte, que también fue el primer comandante de la nueva. La 37.ª BM quedó adscrita a la 8.ª División del VI Cuerpo de Ejército. Como jefe de Estado Mayor estaba Julián Henríquez Caubín. El 7 de abril Fernández-Cavada pasó a mandar la 8.ª División y el mando pasó a mayor de milicias Manuel Fernández Cortinas.
No llegó a participar en las batallas de Jarama y Brunete, manteniéndose de guarnición en sectores secundarios del Frente de Madrid. 
Frente de Aragón
A comienzos de 1938 fue enviada al Frente de Teruel, poco después de que la ciudad hubiera sido capturada por el Ejército republicano. Una vez allí, el 18 de enero intentó organizar un contraataque en el sector de Las Celadas, pero fracasó. A comienzos de marzo, cuando se produjo la Ofensiva franquista de Aragón, la 37.ª BM pasó a quedar integrada en la 3.ª División y se distinguió en la defensa de Lérida. El 1 de abril, durante los combates en los alrededores de la ciudad, la 37.ª BM quedó muy maltrecha al intentar recuperar el Castillo de Gardeny, viéndose obligada a cruzar el Segre aquella noche.
Operaciones en Cataluña
Tras la pérdida de Lérida la 37.ª BM pasó a depender de la 72.ª División, defendiendo el sector de Puig Bordell. Poco después se incorporó a la 46.ª División del V Cuerpo de Ejército, cubriendo la línea defensiva que iba entre Villanueva de la Barca y Torres de Segre. Finalmente se acantonó en la carretera de Tortosa a Barcelona, a la altura del cruce de La Ametlla, en preparación para la Ofensiva del Ebro.
El 25 de julio la brigada cruzó el Ebro por Benifallet junto al 46.ª División y se situó en primera línea de fuego en la cabeza de puente del río Canaleta. Se mantuvo en esta situación hasta el 15 de agosto, cuando, una vez que había perdido las posiciones del barranco de Canaleta, la 37.ª BM tuvo que replegarse al este de la Sierra de Pàndols. No sería hasta el 4 de octubre cuando la brigada fue desalojada de sus trincheras y, dos días más tarde, de las posiciones que ocupaba en la Sierra de Lavall de la Torre, y posteriormente de la cota 321, con la brigada situada ahora cerca de la Venta de Camposines. Después de una larga lucha, el 30 de octubre tuvo que volver a hacer frente a un nuevo asalto enemigo y sostuvo duros combates entre la Sierra de Caballs y el río Ebro. Durante estos combates volvió a quedar muy quebrantada, por lo que el 4 de noviembre la 37.ª BM hubo de cruzar nuevamente el río Ebro en sentido inverso.
Al comienzo de la Campaña de Cataluña, la brigada estaba concentrada en Vinaixa, y posteriormente se opuso al avance del CTV italiano en Borjas Blancas. Ante la superioridad enemiga hubo de continuar su retirada hacia el norte, alcanzando Igualada el 17 de enero de 1939, y continuando su retirada hacia la frontera francesa.

## Mandos
Comandantes
- Comandante Julián Fernández-Cavada Ugarte;
- Mayor de milicias Manuel Fernández Cortinas;
- Mayor de milicias Antonio Carrasco Escobar;
- Mayor de milicias Jerónimo Casado Botija;

Comisarios
- Argimiro García Mayoral, del PCE;[4]
- Antonio Rey Maroño;